# Distichorchis
Distichorchis es un género con 40 especies de orquídeas epífitas o litófitas originarias de los bosques de tierras bajas del sudeste de Asia. Tiene unas inflorescencias discretas y solitarias.

## Descripción
Las especies son pequeñas a grandes orquídeas epífitas o litófitas con crecimiento simpodial, erecta o caída , con tallos, ranurados, a menudo hinchados, cilíndricos o cónicos. Con numerosas hojas en dos filas , líneales a lanceoladas. La inflorescencia por lo general con una solitaria flor rodeado de una vaina.
Las flores son resistentes, cerosas, de larga duración y por lo general de color discreto, pero con una gruesa textura. El labio es carnoso, con papilas en la base del callo y el néctar en el mentón formado por el labio con la base de la columna. Esta es corta, curvada, con papilas. Tiene cuatro polinias de color amarillo brillante.

## Distribución y hábitat
Especies se encuentran sobre los árboles, en los sitios abiertos en zonas bajas y de montaña en los bosques de Tailandia, Vietnam, Sumatra, Sulawesi, Borneo, Filipinas, Malasia, Molucas y las islas del Pacífico.

## Evolución, filogenia y taxonomía
Distichorchis fue segregado en 2003 por Clements y Jones del género Dendrobium, con las principales especies de la sección Distichophyllum[1].
El género incluye unas 40 especies. La especie tipo es Distichorchis uniflora.

## Etimología
Distichorchis se deriva del griego distikhon (dos filas) y orchis (orquídea).

## Sinonimia
- Dendrobium Sw. (1799) sect. Distichophyllum Hook.f. (1890)

## Especies
- Distichorchis angusta (Quisumb.) M.A.Clem. (2003)
- Distichorchis angustipetala (J.J.Sm.) M.A.Clem. (2003)
- Distichorchis barisana (J.J.Sm.) M.A.Clem. (2003)
- Distichorchis bifaria (Lindl.) M.A.Clem. (2003)
- Distichorchis bihamulata (J.J.Sm.) M.A.Clem. (2003)
- Distichorchis cerina M.A.Clem. & D.L.Jones (2002)
- Distichorchis connata (Blume) M.A.Clem. (2003)
- Distichorchis dissitifolia (Ridl.) M.A.Clem. (2003)
- Distichorchis distachya (Lindl.) M.A.Clem. (2003)
- Distichorchis elephantina (Finet) M.A.Clem. (2003)
- Distichorchis ellipsophyllav (Tang & F.T.Wang) M.A.Clem. (2003)
- Distichorchis hepatica (J.J.Sm.) M.A.Clem. 281 (2003)
- Distichorchis igneonivea (J.J.Sm.) M.A.Clem. (2003)
- Distichorchis kenepaiensis (J.J.Sm.) M.A.Clem. (2003)
- Distichorchis lambii (J.J.Wood) M.A.Clem. (2003)
- Distichorchis lamriana (C.L.Chan) M.A.Clem. (2003)
- Distichorchis maraiparensis (J.J.Wood & C.L.Chan) M.A.Clem. (2003)
- Distichorchis melanotricha (Schltr.) M.A.Clem. (2003)
- Distichorchis mellicolor (J.J.Sm.) M.A.Clem. (2003)
- Distichorchis metachilina (Rchb.f.) M.A.Clem. (2003)
- Distichorchis moquetteana (J.J.Sm.) M.A.Clem. (2003)
- Distichorchis multicostata (J.J.Sm.) M.A.Clem. (2003)
- Distichorchis nabawanensis (J.J.Wood & A.L.Lamb) M.A.Clem. (2003)
- Distichorchis olivacea (J.J.Sm.) M.A.Clem. (2003)
- Distichorchis osmophytopsis (Kraenzl.) M.A.Clem. (2003)
- Distichorchis ovatifolia (Ridl.) M.A.Clem. (2003)
- Distichorchis pachyantha (Schltr.) M.A.Clem. (2003)
- Distichorchis pahangensis (Carr) M.A.Clem. (2003)
- Distichorchis pandaneti (Ridl.) M.A.Clem. (2003)
- Distichorchis piranha (C.L.Chan & P.J.Cribb) M.A.Clem. & D.L.Jones (2003)
- Distichorchis pluricostata (Schltr.) M.A.Clem. (2003)
- Distichorchis quadrisulcata (J.J.Sm.) M.A.Clem. (2003)
- Distichorchis refracta (Teijsm. & Binn.) M.A.Clem. (2003)
- Distichorchis revoluta (Lindl.) M.A.Clem. (2003)
- Distichorchis rupicola (Ridl.) M.A.Clem. (2003)
- Distichorchis sandsii (J.J.Wood & C.L.Chan) M.A.Clem. (2003)
- Distichorchis siberutensis (J.J.Sm.) M.A.Clem. (2003)
- Distichorchis spathipetala (J.J.Sm.) M.A.Clem. (2003)
- Distichorchis striatiflora (J.J.Sm.) M.A.Clem. (2003)
- Distichorchis torquisepala (Kraenzl.) M.A.Clem. (2003)
- Distichorchis uniflora (Griff.) M.A.Clem. (2003)
- Distichorchis xanthophaea (Schltr.) M.A.Clem. (2003)